# Utica gracilipes
Utica gracilipes is een krabbensoort uit de familie van de Varunidae. De wetenschappelijke naam van de soort is voor het eerst geldig gepubliceerd in 1847 door White.